# 글로임
주식회사 글로임(Gloim, Inc.)은 2014년 설립된 대한민국의 글로벌 디지털 마케팅 전문 기업이다.
기업의 제품과 서비스가 해외 시장에 성공적으로 진출할 수 있도록, 검색 엔진 최적화(SEO), SNS 및 구글 광고, 콘텐츠 제작, 인플루언서 마케팅 등 다양한 디지털 마케팅 서비스를 제공하고 있다.
‘글로임(Gloim)’이라는 이름은 ‘글로벌 서비스를 위한 소임(所任)을 다한다’는 의미를 담고 있다.
또한 자체 크리에이티브 스튜디오 ‘오렌지폭스(Orangefox)’를 운영하며, 촬영, 그래픽 디자인, 웹디자인, 영상 제작, 숏폼 콘텐츠, 인쇄물 등 통합 제작 서비스를 제공한다.
글로임은 수출바우처, 중소벤처기업진흥공단(KOSME), 대한무역투자진흥공사(KOTRA) 등 다양한 정부지원사업에 참여하고 있으며, 프로젝트별 평가에서도 9점대 이상의 높은 만족도를 유지하고 있다.

## 연혁
- 2025년 7월 : 직원 인트라넷, '글로임 허브' 개설
- 2024년 3월 : 글 창작실 개소
- 2022년 4월 : 글로임 사무실 이전 (에이스평촌타워)
- 2020년 5월 : 제조중소기업 혁신바우처사업 홍보지원 부문 수행기관 선정 [중소벤처기업진흥공단]
- 2020년 4월 : 글로임 본사 사무실 확장 이전, 정보통신산업진흥원(NIPA) 스마트콘텐츠센터 C형 입주기업 선정 [NIPA]
- 2020년 1월 : 수출지원기반활용사업 홍보동영상 수행기관 선정 [KOTRA, 중소벤처기업진흥공단, 한국무역협회]
- 2019년 11월 : 수출멘토 지원기업 글로벌 SNS 마케팅 [경기도경제과학진흥원], 수출지원기반활용사업 홍보/광고 수행기관 연장 선정 [KOTRA, 중소벤처기업진흥공단, 한국무역협회]
- 2019년 3월 : 글로임 스튜디오 오픈, 198m2, 안양 호계동
- 2018년 10월 : 정보통신산업진흥원(NIPA) 스마트콘텐츠센터 입주기업 선정 [NIPA]
- 2018년 8월 : 2018년도 경제협력권산업육성사업, 글로벌 B2B 사이트 활용지원 수행 [전남생물산업진흥원]
- 2018년 4월 : 수출지원기반활용사업 홍보/광고 수행기관 선정 [KOTRA, 중소벤처기업진흥공단]
- 2018년 3월 : 산업디자인전문회사 등록(제07726호) [한국디자인진흥원]
- 2018년 2월 : Google 파트너 배지 인증 [Google]
- 2017년 9월 : 제주 외국인 전문 여행사, 코어트래블(Core Travel) 전략적 제휴
- 2017년 8월 : 북미 마케팅 전문회사, ALC21 Inc. 전략적 제휴(Toronto, Ontario)
- 2017년 4월 : 2017년 이익공유형 프랜차이즈 와플대학 지원사업 IT환경 구축 [소상공인시장진흥공단]
- 2017년 3월 : 전남 바이오활성소재산업의 글로벌 역량강화를 위한 사업화지원사웝 해외홍보지원 부문 수행 [전남생물산업진흥원]
- 2017년 1월 : 마케팅 전략 연구 협력을 위한 MOU 협약 [오렌지폭스 엔터테인먼트]
- 2016년 11월 : 가천대학교 가족회사 협약 [가천대학교 산학협력단]
- 2016년 6월 : 해외 농식품 수출 확대를 위한 크라우드소싱 플랫폼 구축 [서울대학교 그린에코공학연구소]
- 2016년 1월 : 농산물 수출 연구협력을 위한 MOU 협약 [서울대학교 그린에코공학연구소]
- 2014년 10월 : 1인 창조기업 비즈니스센터 글로벌 온라인 마케팅 지원사업 수행 [창업진흥원], 인천 시니어 창업센터 글로벌 온라인 마케팅 지원사업 수행 [창업진흥원]
- 2014년 4월 : (주)심플렉스인터넷 글로벌 마케팅 전략적 제휴,  글로벌 마케팅 전문사 ‘주식회사 글로임’ 법인 설립

## 주요 서비스
SEO(검색엔진 최적화), 소셜미디어(SNS)·구글 광고, 미디어 제작(촬영, 영상, 디자인, 글 창작 외) 등 B2B 기업의 해외 진출을 위한 프로그램을 제공한다.
- 검색엔진 최적화 (SEO)
- 디지털 광고 (SNS, 구글)
- 미디어 제작 (영상, 디자인, 글)